# آوریل ۲۰۱۳
آوریل ۲۰۱۳، یکی از ماه‌های ۲۰۱۳  میلادی است.
آغاز آن، روز دوشنبه برابر با ۱۲ فروردین ۱۳۹۲ خورشیدی.

## ۸ آوریل۲۰۱۳
- به گزارش خبرگزاری‌ها، مارگارت تاچر نخست‌وزیر اسبق بریتانیا صبح امروز در اثر سکته مغزی درگذشت.ویکی‌خبر

## ۹ آوریل۲۰۱۳
- بنا به گزارش خبرگزاری‌ها، عصر امروز مقارن ساعت ۱۶:۲۲ زلزله‌ای به بزرگی ۶٫۱ ریشتر، بخش شنبه و طسوج و بخش کاکی از توابع شهرستان دشتی در استان بوشهر را لرزاند. ویکی‌خبر

این زلزله در کشورهای عربی ساحل خلیج فارس هم احساس شد. این زمین لرزه موجب تخریب شدید شهر کوچک شُنبه همراه با روستاهای تابع آن در بخش شنبه و طسوج شد و ۳۷ کشته، حدود هزار مجروح (صد مصدوم شدید) و بیش از ۳هزار آوار را برجای گذاشت.

## ۱۶ آوریل۲۰۱۳
- زلزله‌ای به بزرگی ۷٫۵ در مقیاس امواج درونی زمین ساعت ۱۵ و ۱۴ دقیقه و ۱۷ ثانیه امروز حوالی سراوان در استان سیستان و بلوچستان را لرزاند.آفتاب‌نیوز

## پیوندهای روزانه
- درگاه: وقایع کنونی/وقایع ۸ آوریل ۲۰۱۳
- درگاه: وقایع کنونی/وقایع ۹ آوریل ۲۰۱۳
- درگاه: وقایع کنونی/وقایع ۱۶ آوریل ۲۰۱۳